# HD 111315
HD 111315，又名CP-71 1391，SAO 256983、HR 4862，是一颗恒星，视星等为5.55，位于銀經302.8，銀緯-9.11，其B1900.0坐标为赤經12h 43m 15.9s，赤緯-71° -9.11′ 26″。